# Перунин, Сергей Алексеевич
Сергей Алексеевич Перунин (род. 19 июля 1988, Пенза) — российский пловец.

## Спортивная карьера
Серебряный призер чемпионата мира 2009 в эстафетном плавании 4×200 м в/ст.
На чемпионате Европы 2010 в составе российского квартета выиграл эстафету 4 × 200 метров вольным стилем.